# Тупољев Ту-204
Тупољев Ту-204 (рус. Туполев Ту-204) је фамилија двомоторних млазних путничких авиона за средње линије, који је пројектовао КБ Тупољев. Фамилија је развијена у другој половини 1980-их по спецификацији Аерофлота, како би заменила његове старе авионе Тупољев Ту-154. Кокпит авиона је потпуно дигитализован, а команде пилота се преносе искључиво преко компјутера (fly-by-wire). Први лет је био 2. јануара 1989. године.

## Пројектовање и развој
Развој авиона Ту-204 за средње линијски саобраћај почео је у ОКБ 156 Тупољев (Опитни Конструкциони Биро - Тупољев) 1973. године. На основу захтева Аерофлота и декрета Савета министара Совјетског Савеза захтеван је развој авиона који би заменио Ту-154. Иако је Ту-154 био добар авион, ресурси су му се ближили крају, па га је било неопходно благовремено заменити новим, економичнијим и савременијим авионом који би мање нарушавао животну средину. На челу пројектантског тима био је главни пројектант Л. Л. Селјаков. Пројект новог авиона се заснивао углавном на пројектима авиона Ту-134 и Ту-154. Тромоторна варијанта са јачим моторима и повећаним бројем путника јако је подсећала на Макдонел Даглас DC-10.
Појавом авиона Боинг 757, Боинг 767 и Ербас А320, промењени су захтеви (што је омогућила и појава новог мотора Д-90А са потиском од 160 kN) у двомоторни авион. Нова спецификација је усвојена 15. децембра 1983. године. У пројекту су коришћени алуминијум и легуре титана, композитни материјали и нови материјали за звучну изолацију. Коришћени су најсавременији принципи пројектовања уз широку примену дигиталне технологије.
Први пробни лет је обављен 2. јануара 1989. године, пловидбени сертификат је добијен 12. јануара 1995. године а први лет са путницима на релацији Москва - Минералневоде обављен је 23. фебруара 1996. године.

### Технички опис
Авион Ту-204 је аеродинамички направљен као конзолни нискокрилац са стреластим крилима на чијим се крајевима налазе винглете у циљу елиминисања индукованог отпора. Испод крила, на гондолама су смештена два млазна мотора ПС-90А потиска 161 kN, а по жељи наручиоца могу се уградити и мотори Rolls-Roys RB211-535E4 потиска 195 kN. Мотори су опремљени системом за контра потисак за кочење авиона при слетању. Авион је опремљен најсавременијом авиоником, кокпит је потпуно дигитализован тако да су на шест колор екрана приказани сви витални параметри лета и рада агрегата. Систем управљања авионом и моторима је електрични. Авион има увлачећи стајни трап система трицикл, предња носна нога има два точка са гумама ниског притиска а задње ноге које представљају и основне, се налазе испод крила авиона и свака има по 4 точкова са нископритисним гумама. Авион има укупно 10 точкова који му омогућавају безбедно слетање. Труп авиона је округлог попречног пресека и у њега у један ред могу стати шест седишта са пролазом кроз средину авиона. Изнад глава путника направљене су оставе за смештај приручног пртљага и гардеробе. У зависности од типа авиона у труп се може поставити од 99 до 210 седишта.

### Технологија
Ту-204 је део нове генерације руског авиона, као што је и Иљушин Ил-96. Ту-204 поседује многе технолошке иновације као што су:
- Fly-by-wire (електрично управљање авионом)
- екрански кокпит, доступан у две варијанте руска и инострана (западна),
- напредна суперкритична крила опремљена винглетима,
- напредна руска или страна авионика.

### Варијанте авиона Тупољев Ту-204
- Ту-204  - прототипски модел са 168 до 210 путника погоњен са два млазна мотора Соловљев Д-90А, долет 5.000 km,
- Ту-204-100  - производни модел са 168 до 210 путника погоњен са два млазна мотора Соловљев ПС-90А, долет 6.500 ,
- Ту-204-120  - производни модел са 168 до 210 путника погоњен са два млазна мотора  211-535E4, долет 6.500 ,
- Ту-(214)204-200  - производни модел са 210 путника погоњен са два млазна мотора Соловљев ПС-90А, долет 6.500 km, разлика између ова два авиона Ту-204-200 и Ту-214 је у томе што се један (Ту-204) производи и фабрици „Авиастар“ из Уљановска а други (Ту-214) у фабрици „КАПО“ из Казања, поред тога Ту-204 има двоје главних врата и двоја врата за случај опасности док Ту-214 има троје главних врата и једна врата за случај опасности.
- Ту-204-300  - производни модел са 99 до 166 путника погоњен са два млазна мотора Соловљев ПС-90А, долет 9.250 ,
- Ту-204-320  - производни модел са 99 до 166 путника погоњен са два млазна мотора  211-535E4, долет 9.250 ,
- Ту-206  - експериментални авион Ту-204 са алтернативним горивом (природни гас)

### Преглед карактеристика типова авиона Ту-204
| Карактеристика        | Ту-204 (1989)               | Ту-204-100 (1991)           | Ту-204-120 (1992)          | Ту-(214)204-200 (1996) | Ту-204-300 (1995) | Ту-204-320 (1995) |
| --------------------- | --------------------------- | --------------------------- | -------------------------- | ---------------------- | ----------------- | ----------------- |
| Статус                | прототип                    | серијски                    | серијски                   | серијски               | серијски          | серијски          |
| Дужина                | 46,22                       | 46,22                       | 46,22                      | 46,22                  | 40,20             | 40,20             |
| Висина                | 13,88                       | 13,88                       | 13,88                      | 13,88                  | 13,88             | 13,88             |
| Размах крила          | 42,00                       | 42,00                       | 42,00                      | 42,00                  | 40,88             | 40,88             |
| Површина крила        | 182,40                      | 182,40                      | 182,40                     | 182,40                 | 184,17            | 184,17            |
| Тежина празног авиона | 58.300                      | 58.300                      | 58.300                     | 59.000 kg                | 54.000            | 54.000            |
| Максимална тежина     | 94.600 kg                     | 103.000                     | 103.000                    | 110.750 kg               | 103.000           | 103.000           |
| Мотори                | 2× ПС-90А                   | 2× Д-90А                    | 2× 211-535E4               | 2× ПС-90А              | 2× ПС-90П         | 2× 211-535E4      |
| Потисак               | 2 × 160 kN                    | 2 × 161,4                   | 2 × 195                    | 2 × 161,4              | 2 × 161,4         | 2 × 195           |
| Максимална брзина     | 850                         | 850                         | 850                        | 850                    | 850               | 850               |
| Плафон лета           | 12.600                      | 12.600                      | 12.600                     | 12.100                 | 12.100            | 12.100            |
| Долет                 | 5.000 km                      | 6.500                       | 6.500                      | 6.500                  | 9.250             | 9.250             |
| Капацитет путника     | 3к, 168 / 2к, 196 / 1к, 210 | 3к, 168 / 2к, 196 / 1к, 210 | 3к, 168 /2к, 196 / 1к, 210 | 210                    | 3к, 99 / 1к, 166  | 3к, 99 / 1к, 166  |
| Капацитет терета      | 30.000 kg                     | 21.000                      | 21.000                     | 25.100 kg                | 18.000            | 18.000            |

### Пројекти на бази Ту-204
- Ту-204-500  - пројект авиона развијен на бази модела Ту-204-300 предвиђен за кратколинијски саобраћај, до сада пројект није реализован,
- Ту-204П  - противподморнички авион развијен на бази Ту-204, прекинут због недостатка финансијских средстава али није одбачен,
- Ту-206  - варијанта авиона Ту-204 са моторима на течни (земни гас), гас се одржава у течном стању ниским температурама криогеничка технологија,
- Ту-304  - варијанта авиона Ту-204 са моторима на крају трупа.

На бази авиона Ту-204 је постао знатно мањи авион, Ту-334, са којим дели многе системе и пилот трениран да лети на једном истовремено може да лети на другом.

## Оперативно коришћење
Ту-204 се продаје у 4 основне верзије: Ту-204-100, Ту-204-120, Ту-214 (Ту-204-200) и Ту-204-300 а свака од ових верзија, осим Ту-204-300 доступна је и у теретној варијанти (такве верзије имају суфикс С). Ту-214 се производи у Казању а све остале верзије у Уљановску а обе фабрике које их производе су потпуно независне од Тупољева. Стандардна верзија је опремљена руским Авиодвигатељ (некада Соловијев) ПС90 моторима нове генерације али постоји и она са Ролс Ројс RB211-535 моторима. Ово је уједно и први руски авион који је имао западне моторе.
Иако је Ту-204 превасходно пројектован на захтев и за потребе Аерофлота да замени средњопругаша Ту-154, испоставило се да Аерофлот до сада није наручио ни један овакав авион, за разлику од других компанија. До сада се Ту-204 користи у 14 авио-компанија и произведен је до сада у 66 примерака. Поруџбина за нове авионе има, тако да се производња и даље одвија.

## Слични авиони
| Карактеристике              | Ту-204 | Ербас A321 | Боинг 757-200 | Ту-154М |
| --------------------------- | ------ | ---------- | ------------- | ------- |
| Број путника (седишта)      | 210    | 220        | 228           | 180     |
| Максимална полетна маса     | 103 t   | 83 t        | 115 t          | 102     |
| Максимална носивост         | 21 t    | 21,3 t      | 22,6 t         | 18      |
| Брзина крстарења            | 850    | 900 km/h       | 850           | 850     |
| Дужина полетно слетне стазе | 2500   | 2500       | 2500          | 2300    |
| Потрошња горива у (gr/putnik x km)        | 19,3   | 18,5       | 23,4          | 27,5    |
| Долет                       | 6.500  | 4.000 km     | 7.200 km        | 3.500   |
| Посада (у кокпиту)          | 3      | 2          | 2             | 4       |

## Земље које користе или су користиле овај авион
- Бразил
- Куба
- Русија
- Немачка
- Иран
- Кина
- Сирија
- Египат